# Ревенко Григорій Іванович
Ревенко Григорій Іванович (29 квітня 1936, с. Студена, Піщанського району, Вінницької області, УРСР — 26 жовтня 2014, Київ) — партійний і державний діяч УРСР та СРСР. Депутат Верховної Ради УРСР 10-го скликання. Депутат Верховної Ради СРСР 11-го скликання. Народний депутат СРСР з 1989 року. Член Ревізійної Комісії КПУ в 1981—1986 р. Голова Ревізійної Комісії КПУ в 1981—1984 р. Член ЦК КПУ в 1986—1990 роках. Кандидат у члени Політбюро ЦК КПУ в жовтні 1989 — березні 1990 року. Член ЦК КПРС у 1986—1990 роках.

## Біографія
Народився у родині службовця. У 1958 році закінчив Львівський політехнічний інститут, здобув спеціальність інженера-механіка хімічної промисловості. 
Трудову діяльність розпочав у 1958 році інженером Одеського заводу холодильного машинобудування.
Із 1961 року — на комсомольській роботі: 2-й, 1-й секретар Іллічівського районного комітету ЛКСМУ міста Одеси.
Член КПРС з 1962 року.
З 1963 року — 2-й секретар Одеського промислового обласного комітету ЛКСМУ; інструктор відділу організаційно-партійної роботи Одеського обласного комітету КПУ.
25 лютого 1966 — 30 травня 1968 року — 1-й секретар Одеського обласного комітету ЛКСМУ.
З травня 1968 року —  секретар ЦК ЛКСМУ.
З 1972 по 1975 рік — інспектор ЦК КПУ.
З 12 червня 1975 по 22 грудня 1978 року — секретар, з 22 грудня 1978 по 12 вересня 1984 року — 2-й секретар Київського обласного комітету КПУ.
У 1980—1984 роках — член Президії Верховної Ради УРСР. У 1981 році закінчив Академію суспільних наук при ЦК КПРС.
Із 1984 по 1985 рік — інспектор ЦК КПРС, заступник завідувача відділу організаційно-партійної роботи ЦК КПРС.
З 4 листопада 1985 по березень 1990 рік — 1-й секретар Київського обласного комітету КПУ.
З 1986 року – член ЦК КПРС. Член комісії ЦК КПРС з питань міжнародної політики.
З квітня 1990 року — член Президентської ради СРСР. У 1991 році — радник Президента СРСР. У серпні — грудні 1991 року — керівник апарату Президента СРСР.
З січня 1992 року — віце-президент Міжнародного фонду соціально-політичних досліджень (Фонд Горбачова).

## Нагороди
Нагороджений орденом Леніна (28.04.1986), орденом Жовтневої Революції, орденом Трудового Червоного Прапора, двома орденами "Знак Пошани", Грамотою Президії Верховної Ради УРСР (25.10.1968).